# Greyhound de México
Greyhound de México es una subsidiaria no operadora mexicana de Greyhound Lines, con sede en Dallas, Texas, que brinda servicios de marketing en español para otras empresas subsidiarias con rutas de autobús transfronterizas. Greyhound Lines tiene dos subsidiarias que operan en México, cada una de las cuales brinda servicio a destinos en el norte de México: Greyhound Lines México, que atiende puntos dentro de México y entre México y Estados Unidos; y Americanos U.S.A., que atienden el mercado transfronterizo. Greyhound Lines también ha firmado un acuerdo con Grupo Estrella Blanca, el operador de autobuses más grande de México, y otras líneas de autobuses mexicanas, todas las cuales brindan conexiones a muchos más destinos.

## Americanos U.S.A.
Americanos U.S.A. es una empresa de Delaware con sede en Albuquerque, Nuevo México, con servicios de autobuses transfronterizos que operan entre Tijuana, Baja California y San Ysidro, California; Mexicali, Baja California y Calexico, California; Ciudad Juárez, Chihuahua y El Paso, Texas; Nuevo Laredo, Tamaulipas y Laredo, Texas; Reynosa, Tamaulipas y McAllen, Texas; y Matamoros, Tamaulipas y Brownsville, Texas. Greyhound inició el servicio en 1999.

## Greyhound Lines México
Greyhound Lines México es una empresa mexicana con sede en Monterrey, Nuevo León, con servicios que operan dentro de México, entre Monterrey, Nuevo León y Nuevo Laredo, Tamaulipas, y continúa cruzando la frontera hacia Laredo, Texas. Greyhound inició el servicio el 15 de julio de 2015.